# گاوچشم
گاوچشم یا پیتومبا (نام علمی: Talisia esculenta) نام یک گونه از تیره ناترکیان است.